# Congreso Constitucional de Costa Rica
No confundir con el Congreso Constituyente del Estado de Costa Rica.
El Congreso Constitucional de la República de Costa Rica fue el Parlamento del país según lo establecido en la Constitución Política de 1871. Era un parlamento unicameral que estaba conformado por 43 diputados propietarios y 18 suplentes electos proporcionalmente por provincias a razón de un propietario por cada 15.000 habitantes con un sistema de residuos. Tenía, entre otras potestades, la de escoger al presidente de la República en caso de que ninguno de los candidatos obtuviera el mínimo requerido para ser electo, como sucedió en las elecciones de 1913, las primeras elecciones que se realizaron con voto popular directo, y en las cuales ninguno de los candidatos; Máximo Fernández Alvarado, Carlos Durán Cartín y Rafael Iglesias Castro, cosecharon sucientes votos para ganar en primera ronda. Correspondía por lo tanto al Congreso escoger al presidente entre los candidatos, pero todos retiraron su nombre y fue escogido Alfredo González Flores.
Sin embargo, González Flores sería derrocado en 1917 por Federico Tinoco Granados quien asumió el poder de manera dictatorial. Tinoco creó una nueva Constitución que abolió brevemente el Congreso Constitucional creando un parlamento bicameral, no obstante, su régimen duraría poco y tras ser derrocado en 1919, se restauró la Constitución de 1871. 
Tras las polémicas elecciones de 1948 en que tanto la oposición como el oficialismo se proclamaron vencedores y acusaron al otro bando de fraude electoral, el Congreso Constitucional dominado por el oficialismo anuló las elecciones presidenciales (no así las parlamentarias donde la coalición oficialista había sido favorecida) estallando la guerra civil. La oposición vence derrocando al gobierno de Teodoro Picado Michalski y convocando a una Asamblea Constituyente que redacta la Constitución de 1949. Esta crea la Asamblea Legislativa de Costa Rica, también unicameral y conformada por 45 diputados, por lo que el Congreso Constitucional deja de existir.

## Presidentes del Congreso Constitucional
Los presidentes del Congreso Constitucional fueron:
| Presidente                                   | Presidente                        | Periodo   | Partido     |
| -------------------------------------------- | --------------------------------- | --------- | ----------- |
| 1                                            | Manuel Antonio Bonilla Nava       | 1872–1876 | Liberal     |
| Congreso Constitucional disuelto (1876-1882) |                                   |           |             |
| 2                                            | Víctor Guardia Gutiérrez          | 1882–1883 | Liberal     |
| 3                                            | Juan Manuel Carazo Peralta        | 1883–1886 | Conservador |
| 4                                            | Aniceto Esquivel Sáenz            | 1886–1889 | Liberal     |
| 5                                            | Manuel Aragón Quesada             | 1889–1890 | Liberal     |
| 6                                            | Francisco María Iglesias Llorente | 1890–1892 | PCD         |
| 7                                            | Carlos Durán Cartín               | 1892      | Liberal     |
| Congreso Constitucional disuelto (1892-1894) |                                   |           |             |
| 8                                            | Pedro León Páez Brown             | 1894–1900 | Conservador |
| 9                                            | Francisco María Iglesias Llorente | 1900–1903 | Liberal     |
| 10                                           | Ricardo Jiménez Oreamuno          | 1903–1904 | PUN         |
| 11                                           | Mauro Fernández Acuña             | 1904–1905 | PUN         |
| 12                                           | Federico Tinoco Iglesias          | 1905–1908 | PN          |
| 13                                           | Juan Bautista Quirós Segura       | 1908–1909 | PN          |
| 14                                           | Ricardo Jiménez Oreamuno          | 1909–1910 | PR          |
| 15                                           | Ezequiel Gutiérrez Iglesias       | 1910–1913 | PR          |
| 16                                           | Máximo Fernández Alvarado         | 1913–1914 | PR          |
| 17                                           | Leonidas Pacheco Cabezas          | 1914–1916 | PUN         |
| 18                                           | Máximo Fernández Alvarado         | 1916–1917 | PR          |
| Congreso Constitucional disuelto (1917-1920) |                                   |           |             |
| 19                                           | Arturo Volio Jiménez              | 1920–1925 | PR          |
| 20                                           | León Cortés Castro                | 1925–1926 | PR          |
| 21                                           | Arturo Volio Jiménez              | 1926–1929 | PR          |
| 22                                           | Alejandro Alvarado Quirós         | 1929–1930 | PR          |
| 23                                           | Oscar Rohrmoser Carranza          | 1930–1931 | PR          |
| 24                                           | Rafael Calderón Muñoz             | 1931–1932 | PRN         |
| 25                                           | Arturo Volio Jiménez              | 1932–1935 | PRN         |
| 26                                           | Ricardo Castro Beeche             | 1935–1936 | PRN         |
| 27                                           | Juan Rafael Arias Bonilla         | 1936–1938 | PRN         |
| 28                                           | Rafael Ángel Calderón Guardia     | 1938–1940 | PRN         |
| 29                                           | Otto Cortés Fernández             | 1940–1941 | PD          |
| 30                                           | Teodoro Picado Michalski          | 1941–1944 | PRN         |
| 31                                           | José Albertazzi Avendaño          | 1944–1945 | PRN         |
| 32                                           | Rafael Ángel Grillo Ocampo        | 1945–1946 | PRN         |
| 33                                           | Francisco Fonseca Chanier         | 1946–1948 | PRN         |